# 北上四郎
北上 四郎（きたかみ しろう、1904年（明治37年）9月3日 - 1953年7月25日）は、兵庫県出身の昆虫学者、登山家。男性。特にアミカ科昆虫の分類学的研究で知られる。日本でアミカの幼虫を初めて発見したのも北上である。

## 略歴
1904年、兵庫県武庫郡山田村 上谷上（現在の神戸市北区山田町上谷上）において、北上倉太良・りつの四男として生まれた。旧制第四高等学校（現在の金沢大学）を卒業し、1924年に京都帝国大学（現：京都大学）理学部動物学科に進学。
登山の愛好家でもあった北上は、大学在学中に早月川（富山県）へ出かけてイワナ釣りをしていた所、イワナの胃の中から当時日本未発見であったアミカの幼虫を発見した。これをきっかけにアミカ科研究に従事し、「The Blephariceridae of Japan」を卒業論文として1927年に同大を卒業。その後京都府立医科大学予科の生物学教授に就任。1950年、アミカ科の系統分類についての論文を京都大学に提出し、理学博士を取得。学位論文「日本及近接地域のアミカ科に関する研究 」
1950年に熊本県立女子大学（現：熊本県立大学）教授に就任。その3年後の1953年7月に急逝。
キタガミトビケラ（キタガミトビケラ科）は、北上にちなんで命名された。

## 登山家としての略歴
四高山岳部出身。京都府立医科大学山岳部部長時代に笠ヶ岳穴毛谷四の沢を単独で初登攀、笠ヶ岳東面の岩場の開拓、ジャンダルム飛騨尾根などの輝かしい初踏破、初登攀の記録をもつ。ストイックなアルピニズムの信奉者であり、ケルンなどを残さず、ピトンなどは極力打たなかった。京都府立医科大学山岳部の教え子には、穂高岳の滝谷第二尾根（下降）、穂高岳第三尾根、明神岳東稜、鹿島槍ヶ岳天狗尾根を初登攀した登山家・医師の谷博(1910-88年)がいる。
- 1928年 - 笠ヶ岳穴毛谷四の沢を単独で初登[4]
- 1930年7月16日 - 午前にジャンダルム飛騨尾根を単独で初踏破（下降）し、午後に京都府立医科大学学生の谷博とともに第二下降[4][5]
- 1932年7月28日 - 谷博とともに涸沢槍東稜左リッジを初登攀し、そのまま滝谷D沢を下降し、涸沢岳西尾根フランケを初登攀。翌日に滝谷第四尾根を第二登(初登から8日後で初完登)[4]